# Josef Wegenberger
Josef Wegenberger (* 6. November 1960 in Krems an der Donau) ist ein österreichischer Wirtschaftspsychologe, Unternehmensberater in den Bereichen Personal- und Organisationsentwicklung, Führung und Management und Sportpsychologe sowie Autor von Büchern zum Thema Management und Unternehmensführung.

## Leben
Wegenberger studierte Psychologie und Pädagogik an der Universität Wien und absolvierte eine Ausbildung in Gesprächspsychotherapie nach Rogers sowie eine universitäre Psychotherapieausbildung in Verhaltenstherapie. Er verfügt über zertifizierte Trainer- und Beraterausbildungen.
Seine berufliche Tätigkeit begann er im Psychiatrischen Krankenhaus der Stadt Wien – Baumgartner Höhe, heute Otto-Wagner-Spital. 1985 wechselte er in die Wirtschaft, wo er in einem Unternehmen mit 10.000 Mitarbeitern für die Personalentwicklung zuständig war. Von 1996 bis 2000 war er Lehrbeauftragter an der Universität Wien.
1988 gründete Wegenberger gemeinsam mit Karl Redl die Gesellschaft für Wirtschaftspsychologie und Organisationsdynamik, ein Unternehmen, das sich mit der Entwicklung von Mitarbeitern, Organisationen bis hin zur gesamten Unternehmensentwicklung mit den Kernkompetenzen Wirtschaftspsychologie und Organisationsdynamik beschäftigt.

## Werke
- Führungspraxis in der Öffentlichen Verwaltung. Theaithetos-Verlag, Wien 2000, ISBN 3-9501126-1-8.
- Führungspraxis. Erprobte Instrumente und Methoden zu Managementprozessen und Mitarbeiterführung. WEKA, Wien 1997, ISBN 3-7018-4130-6 (Handbuch).
- Praxishandbuch zur effizienten Personalsuche-, -auswahl und -führung. Band I–III. WEKA, Wien 1989–1994.
- Managementpraxis Band I – Management von Organisationen, Prozessen, Personal. THEAITHETOS, 2011, ISBN 978-3950112665